# إهانة

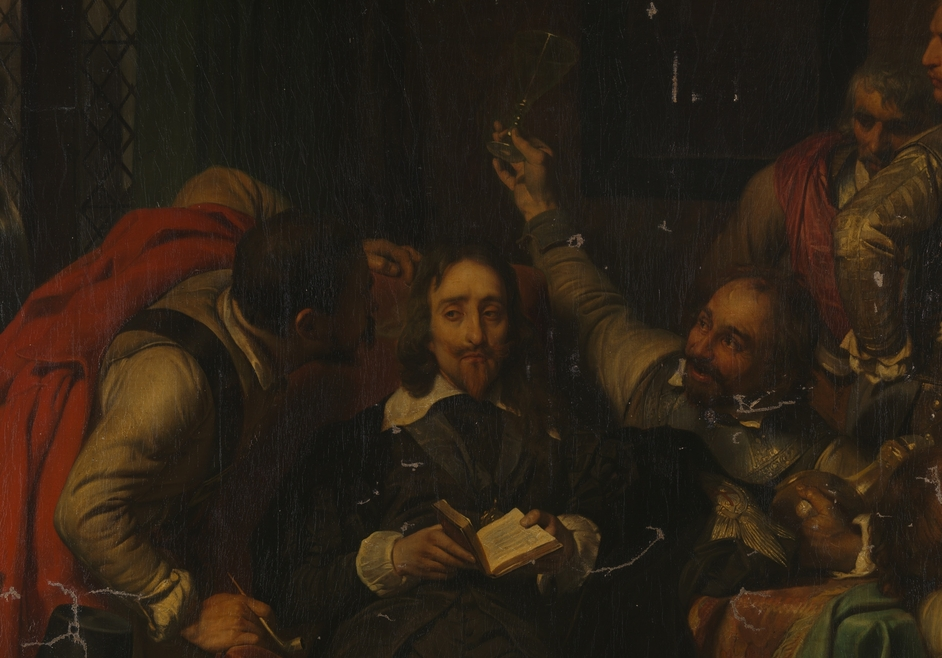
تشارلز الأول وهو يتعرض للإهانة من قبل جنود كرومويل

الإهانة هي تعبير أو كلام أو تصرف يُقصد به غالبًا عدم الاحترام أو الإساءة أو الازدراء أو التحقير تجاه فرد أو مجموعة. الإهانة تكون مقصودة أو غير مقصودة. قد تكون الإهانات متعمدة أو غير متعمدة، وغالبًا ما تهدف إلى التقليل من شأن الهدف أو الإساءة إليه أو إذلاله. في حين أن الإهانات المتعمدة قد تتضمن أحيانًا معلومات واقعية، إلا أنها تُعرض عادةً بطريقة ازدرائية، تهدف إلى إثارة استجابة عاطفية سلبية أو إحداث رد فعل ضار عند استخدامها بشكل مؤذٍ. يمكن أيضًا توجيه الإهانات عن غير قصد أو بطريقة مرحة، ولكنها قد يكون لها في بعض الحالات آثار سلبية حتى عندما لا يُقصد بها الإهانة.
تختلف آثار الإهانات ومعانيها تبعًا للنية والاستخدام وفهم المتلقي للمعنى والقصد من وراء الفعل أو الكلمات، والوضع الاجتماعي والمعايير الاجتماعية بما في ذلك المراجع والمعاني الثقافية.

## التاريخ
في روما القديمة، كانت الخطب والمناظرات السياسية تشتهر بتضمنها قسوة شديدة وهجمات شخصية. يشير المؤرخون إلى أن الإهانات والهجمات اللفظية كانت شائعة في الخطاب السياسي في ذلك الوقت. تعكس هذه الممارسة الطبيعة المواجهة للغاية للمشاركة السياسية في روما القديمة.

## الإهانات غير المقصودة
مثال على الإهانة غير المقصودة قد يكون عدم تذوق حلوى أعدها مُضيف. يمكن أن تصبح التعليقات التي تُقال بإهمال أيضًا إهانات غير مقصودة. مثال آخر يمكن أن يشمل التعليقات التي تُقال بإهمال حول ملامح الوجه أو سمات الشخصية أو الذوق الشخصي (مثل الموسيقى) أو التقليل من القدرات أو الاهتمامات الشخصية أو السؤال عن المشاركة في شيء قد يخلق صورًا نمطية أو النكات أو حتى الابتعاد عن شخص ما في الخارج هي من بين بعض الأشياء التي قد تسبب الإساءة عن طريق الخطأ.

## المجاملات المبطنة
المجاملة المبطنة، أو الاستهزاء المقنع، هي إهانة مُقنَّعة أو مصحوبة بمجاملة، خاصة في المواقف التي يكون فيها التقليل من الشأن أو التعالي متعمدًا.
تشمل أمثلة المجاملات المبطنة، على سبيل المثال لا الحصر:
- "لم أتوقع أن تتفوق في هذا الاختبار. جيد لك"، مما قد يطعن في نجاح الهدف باعتباره ضربة حظ
- "هذا القميض يجعلك تبدو أنحف بكثير"، مما يشير إلى وجود دهون مخفية، مع الإيحاء بأن الدهون شيء يُخجل منه.
- "أتمنى أن أكون صريحًا مثلك، لكنني أحاول دائمًا الانسجام مع الجميع"، مما يشير إلى سلوك متسلط.
- "أنا معجب بك. لديك جرأة شخص أصغر بكثير"، مما يشير إلى التدهور مع تقدم العمر.

## الهجمات الشخصية
الهجوم الشخصي هو إهانة موجهة إلى سمة من سمات الشخص.
عرّف قانون الاتصالات لعام 1934 التابع لهيئة الاتصالات الفيدرالية قاعدة الهجوم الشخصي بأنه هجوم على الأمانة أو الشخصية أو النزاهة أو الصفات الشخصية المماثلة.
تُعتبر الهجمات الشخصية عمومًا مغالطة عند استخدامها في الحجج لأنها لا تحاول دحض حجة الجانب المعارض، بل تهاجم صفات الشخص.